# 18. ceremonia wręczenia nagród Brytyjskiej Akademii Filmowej
18. ceremonia rozdania nagród Brytyjskiej Akademii Sztuk Filmowych i Telewizyjnych.
Najwięcej statuetek otrzymał film Doktor Strangelove, czyli jak przestałem się martwić i pokochałem bombę (4).

## Laureaci
Laureaci oznaczeni są wytłuszczeniem

### Najlepszy film
- Doktor Strangelove, czyli jak przestałem się martwić i pokochałem bombę
- Becket
- Pociąg
- Zjadacz dyń

### Najlepszy aktor
- Marcello Mastroianni – Wczoraj, dziś, jutro
- Sterling Hayden – Doktor Strangelove, czyli jak przestałem się martwić i pokochałem bombę
- Cary Grant – Szarada
- Sidney Poitier – Polne lilie

### Najlepszy brytyjski aktor
- Richard Attenborough – Seans w deszczowe popołudnie i Guns at Batasi
- Peter O’Toole – Becket
- Peter Sellers – Doktor Strangelove, czyli jak przestałem się martwić i pokochałem bombę
- Peter Sellers – Różowa Pantera
- Tom Courtenay – Za króla i ojczyznę

### Najlepsza aktorka
- Anne Bancroft – Zjadacz dyń
- Lila Kedrova – Noc iguany
- Simone Signoret – Statek szaleńców
- Shirley MacLaine – Słodka Irma
- Shirley MacLaine – Pięciu mężów pani Lizy
- Kim Stanley – Seans w deszczowe popołudnie

### Najlepsza brytyjska aktorka
- Audrey Hepburn – Szarada
- Ava Gardner – The Chalk Garden
- Deborah Kerr – The Chalk Garden
- Rita Tushingham – Dziewczyna z zielonymi oczami

### Najlepszy brytyjski scenariusz
- Harold Pinter – Różowa Pantera

### Najlepszy brytyjski film
- Doktor Strangelove, czyli jak przestałem się martwić i pokochałem bombę
- Becket
- Zjadacz dyń
- Za króla i ojczyznę